# 阿尔弗雷德·牛顿
阿尔弗雷德·牛顿（1829年6月11日—1907年6月7日）是一位英国动物学家特别是鳥類學家，1866至1907年间担任剑桥大学比較解剖學教授，曾参与编写第九版《大英百科全书》，1870年当选英国皇家学会院士，1900年获皇家学会颁发的的皇家獎章和倫敦林奈學會颁发的的林奈奖章。